# Partia komunistyczna
Partia komunistyczna – partia polityczna o skrajnie lewicowym charakterze odwołująca się do ideologii komunizmu powstałego w drugiej dekadzie XIX wieku. Partie te niegdyś odwoływały się do marksizmu-leninizmu, domagały się uspołecznienia środków produkcji czy radykalnej zmiany stosunków społeczno-gospodarczych, dzisiaj natomiast w dużej mierze głoszą poglądy bardziej umiarkowane (eurokomunizm) i często bliższe socjaldemokracji.

## Nazwa
Termin partia komunistyczna pochodzili z wydanego w 1848 roku Manifestu Komunistycznego autorstwa Karola Marksa i Fryderyka Engelsa. Pierwsze partie komunistyczne powstały po rewolucji październikowej, gdy Włodzimierz Lenin powołał Międzynarodówkę Komunistyczną, którą zasilił szereg organizacji wywodzących się z dotychczasowych partii socjalistycznych (a w mniejszym stopniu organizacji anarchistycznych).
Początkowo partie o profilu komunistycznym nosiły nazwę partia komunistyczna co było związane z przynależnością do struktur Międzynarodówki Komunistycznej, w późniejszym czasie sytuacja ta uległa zmianie. Niektóre z nich musiały zmienić nazwę na skutek rządowych represji antykomunistycznych czy fuzji z innymi ugrupowaniami.

## Transformacja
Duża część proradzieckich partii komunistycznych na Zachodzie przeżyła kryzys ideowy po interwencji wojsk ZSRR na Węgrzech w 1956 roku. W wyniku interwencji partie te zeszły z dotychczasowego proradzieckiego kursu i przyjęły bardziej umiarkowane poglądy, które w latach 70. przyjęły nazwę eurokomunizmu (nazwa ta dotyczyła też partii spoza Europy). Po upadku bloku wschodniego w latach 90. część partii komunistycznych sprawujących autorytarną władze w tymże bloku przyjęła program socjaldemokratyczny (podobnie zrobiły niektóre partie komunistyczne na Zachodzie chcąc w ten sposób zakończyć ich izolację przez pozostałe ugrupowania). Duża część współczesnych partii komunistycznych dystansuje się od ZSRR. Mocno zmieniło się też stanowisko obyczajowe, które w części partii zmieniło się z obyczajowego konserwatyzmu na rzecz poparcia dla liberalizmu.